# Сорокуш низинний
Сороку́ш низинний (Thamnophilus atrinucha) — вид горобцеподібних птахів родини сорокушових (Thamnophilidae). Мешкає в Центральній і Південній Америці. Раніше вважався підвидом плямистого сорокуша (Thamnophilus punctatus).

## Опис
Самець темно-сірий з чорним тіменем, самиця темно-коричнева  з рудувато-бурим тіменем. І у самців. і у самиць є білі плями на крилах і хвості. Низинні сорокуші схожі на тиранових ману (Cercomacroides tyrannina), однак мають більший дзьоб з гачком на кінці, а також більше білих плям на крилах.

## Підвиди
Виділяють два підвиди:
- T. a. atrinucha Salvin & Godman, 1892 — від Белізу і північно-західної Гватемали до північно-західної Венесуели і північно-західного Перу;
- T. a. gorgonae Thayer & Bangs, 1905 — тихоокеанський острів Горгона (Колумбія).

## Поширення і екологія
Низинні сорокуші живуть в рівнинних тропічних лісах на висоті до 1500 м над рівнем моря.